# Море Сміта

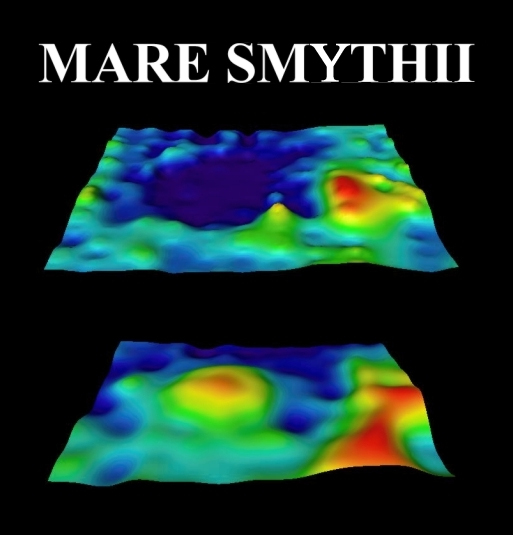
Ця цифра показує топографію (вгорі) і відповідної тяжкості (нижній) сигнал від Моря Сміта, оголивши маскон в його центрі.

Море Сміта (лат. Mare Smythii) — місячне море, розташоване поблизу екватора на східному краю місячного диска. (1°18′ пн. ш. 87°30′ сх. д. / 1.3° пн. ш. 87.5° сх. д.). Басейн моря сформувався в Донектарському період, в той час як оточуючі його освіти — в Нектарськомуу періоді. Речовина моря, базальти Пізньоімбрікійського періоду, багаті алюмінієм, покриті базальтами Ератосфенського періоду.

## Опис
У північній частині моря розташований кратер Непер, в південній — кратер Кестнер. На північний захід від моря розташований кратер Шуберт.
Море названо на честь британського астронома 19 століття Вільяма Генрі Сміта.